# Trapa natans var. bispinosa
Trapa japonica là một loài thực vật có hoa trong họ Lythraceae. Loài này được Flerow miêu tả khoa học đầu tiên năm 1925.

## Hình ảnh

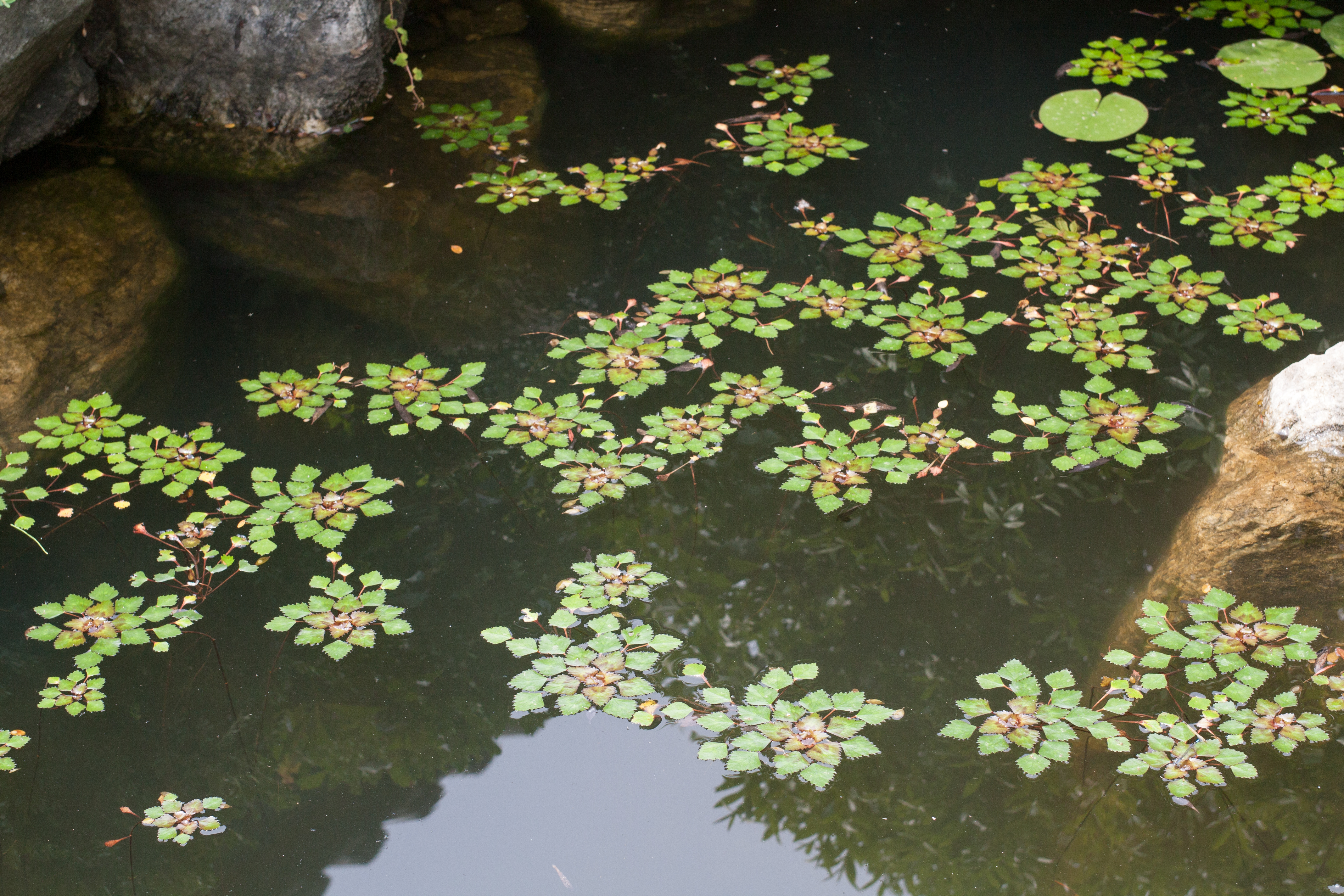
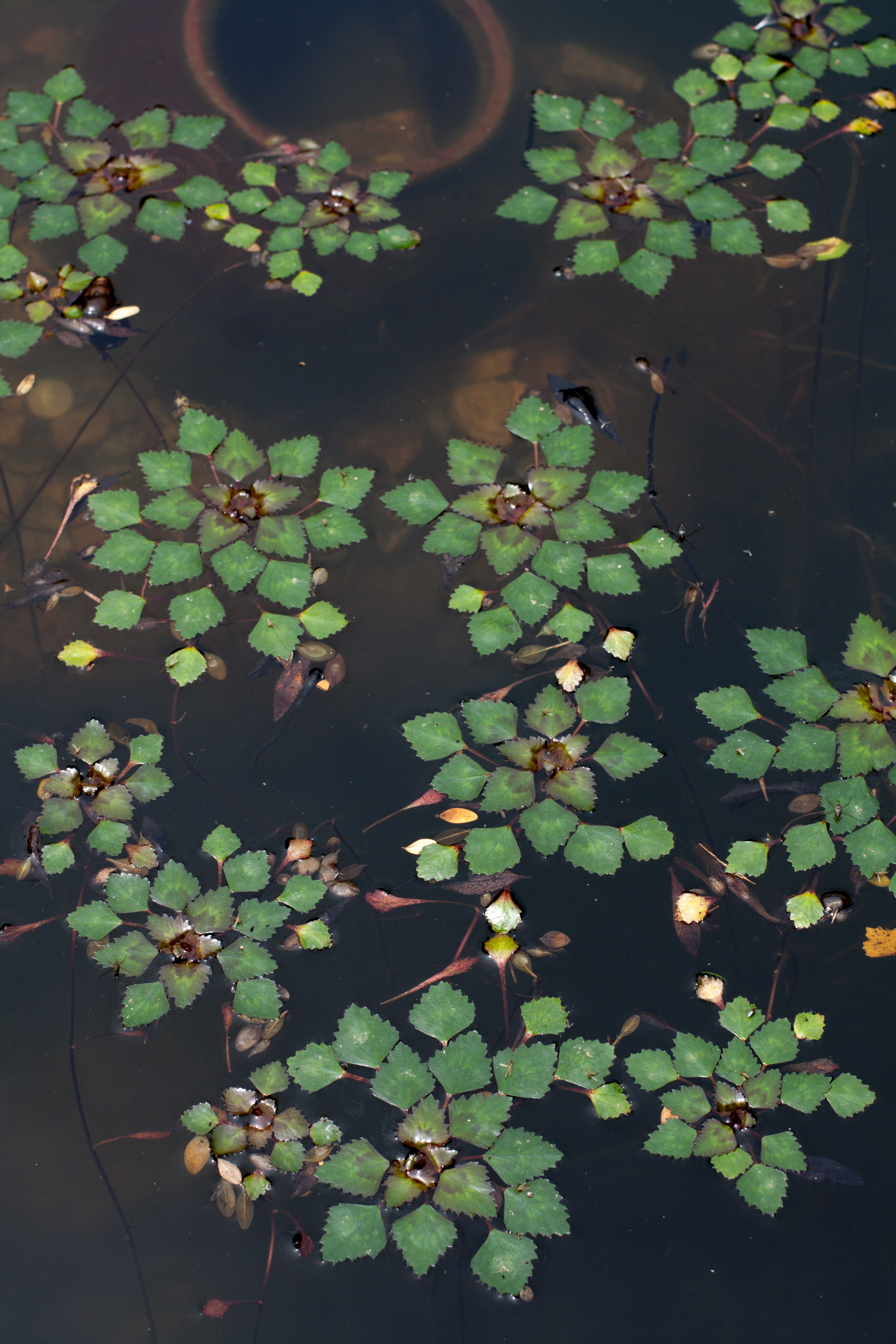
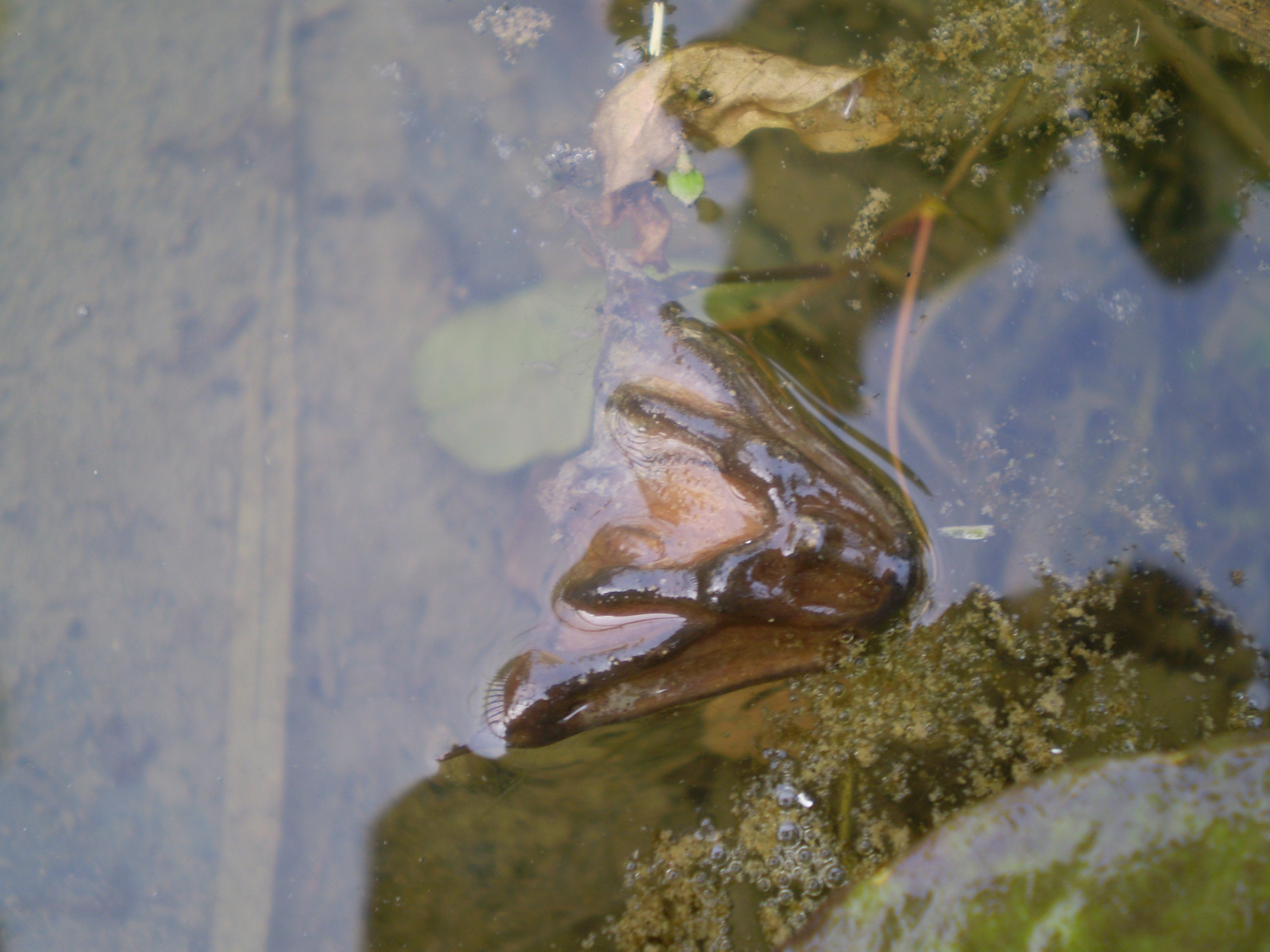
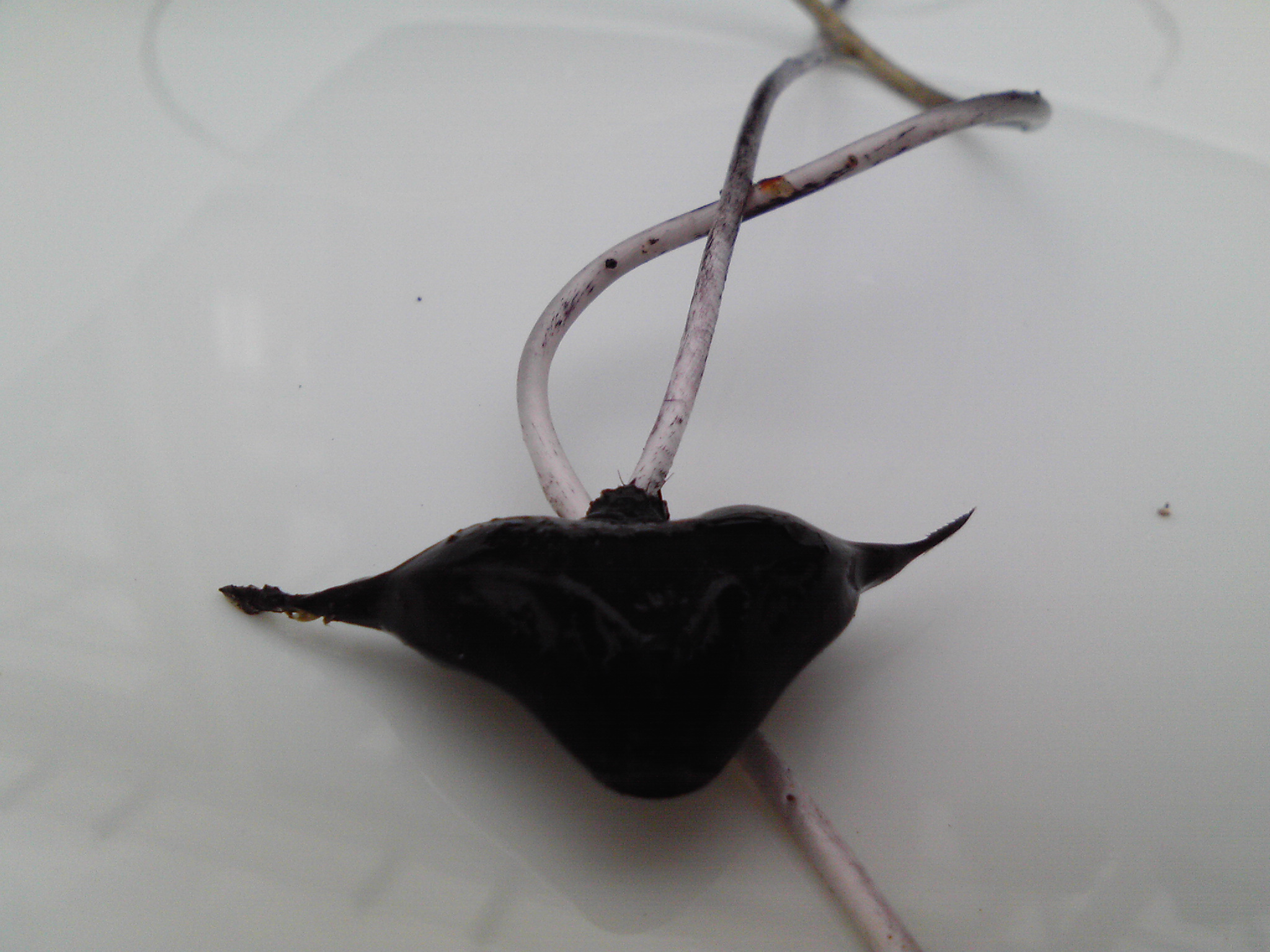